# Zikmund Toskánský
Zikmund Toskánský (Sigismund Otto Maria Josef Gottfried Henrich Erik Leopold Ferdinand von Habsburg-Lothringen) (* 21. dubna 1966 Lausanne) je současným titulárním toskánským velkovévodou.[zdroj?] Pochází z toskánské větve Habsbursko-lotrinské dynastie.

## Život
Narodil se v Lausanne. Jeho rodiči je arcivévoda Leopold Toskánský a princezna Laetitia d'Arenberg. Byl vychováván matkou v Uruguayi. Vystudoval informatiku a pracuje jako bankéř.
V roce 1993 se jeho otec Leopold Toskánský vzdal práv na trůn toskánského velkovévodství v jeho prospěch, aby se mohl podruhé oženit. Od té doby je hlavou velkovévodské rodiny.

## Řády a vyznamenánní
Je velmistrem Řádu svatého Josefa, Řádu svatého Štěpána a je jeden z patronů gothajského almanachu.

## Manželství a potomci
V roce 1999 se oženil s Elyssou Edmonstoneovou (* 11. září 1973), pocházející ze staré skotské rodiny. Arcivévodkyně Elyssa je sestřenice třetího stupně britské královny Camilly. Pár má tři děti:
- arcivévoda Leopold Amadeo (* 9. 5. 2001)
- arcivévodkyně Tatyana (* 3. 3. 2003)
- arcivévoda Maxmilián (* 27. 5. 2004)

Rodina žije společně v Lausanne ve Švýcarsku.